# Aqueduc Médicis
L’aqueduc Médicis, ou aqueduc des eaux de Rungis, fut construit sur ordre de Marie de Médicis, afin d'amener à Paris les eaux des sources captées à Rungis, dans l'actuel département du Val-de-Marne. Mis en service en 1623, l'aqueduc Médicis est toujours en fonctionnement. Il est propriété de la Ville de Paris et géré par Eau de Paris.
Il s'agit d'un aqueduc souterrain, qui traverse cependant la vallée de la Bièvre par un pont-aqueduc, au niveau des communes d'Arcueil et de Cachan, d'où son nom ancien d’aqueduc d'Arcueil que l'on rencontre encore parfois. Cette appellation est néanmoins à déconseiller à cause de son ambiguïté : en effet, l'ensemble des aqueducs d'Arcueil et de Cachan ne comptent pas moins de quatre ponts-aqueducs.
Sa partie hors Paris est inscrite au titre des monuments historiques. Certains de ses éléments sont classés au titre des monuments historiques.

## Construction

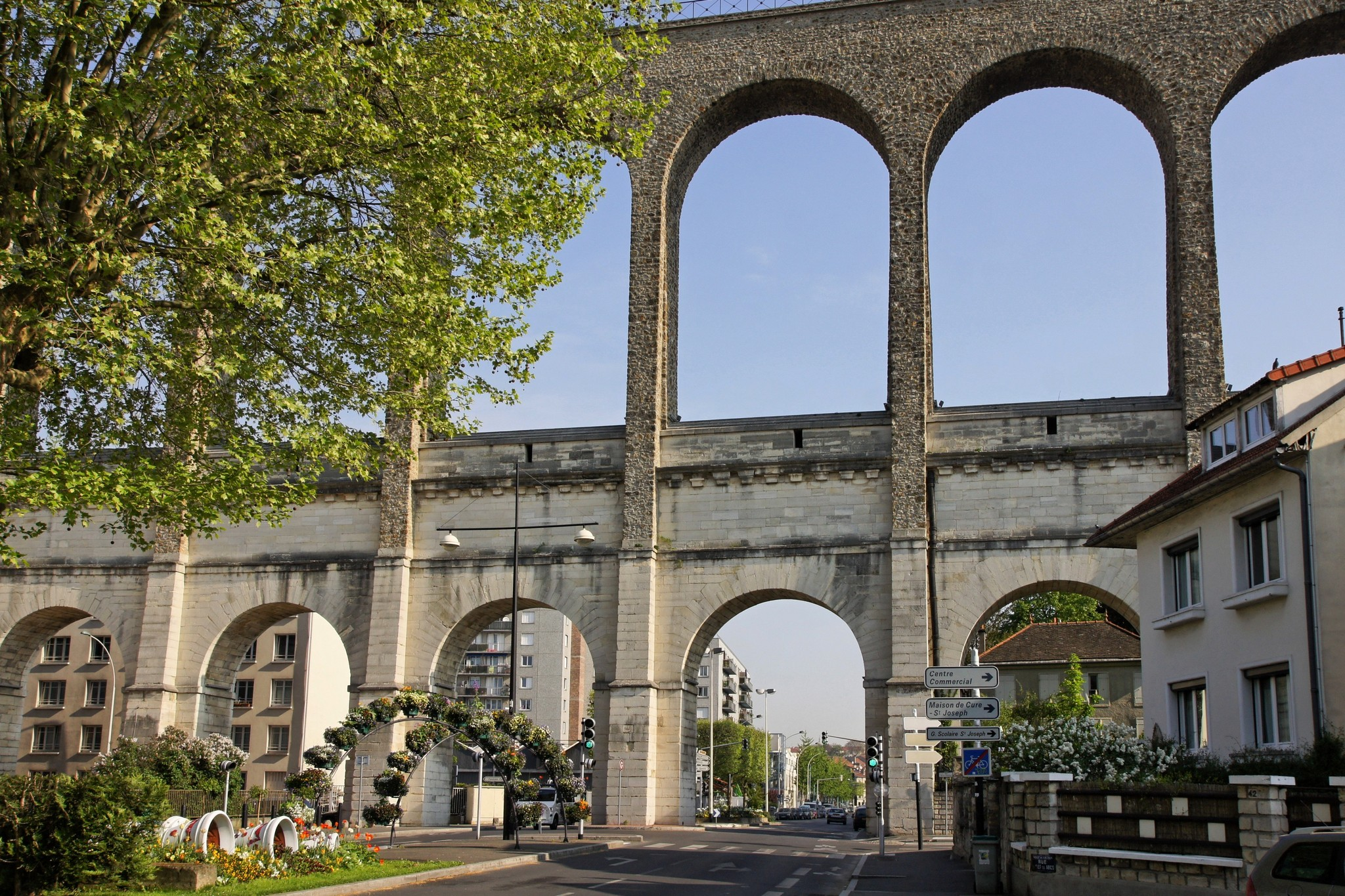
L'aqueduc Médicis entre Arcueil et Cachan, supportant les piles de l'aqueduc Belgrand.

L'approvisionnement de Paris en eau est une des préoccupations du règne de Henri IV. Les fontaines et canalisations sont remises en état, et la pompe de la Samaritaine destinée à puiser l'eau de la Seine est mise en service en 1608. Malgré cela, la quantité d'eau disponible par habitant reste faible. La rive gauche est particulièrement délaissée : au début du XVIe siècle, elle ne compte aucune fontaine publique, contre 19 pour la rive droite et 1 pour l'île de la Cité.
C'est pourquoi Sully commence à étudier la possibilité de capter des eaux à Rungis, où des terrains sont acquis en 1609.
Après l'assassinat d'Henri IV et le départ de son ministre, la reine mère et régente Marie de Médicis reprend le projet. Elle s'y intéresse d'autant plus qu'elle projette de se faire construire un palais sur la rive gauche, l'actuel palais du Luxembourg, dont le parc devra s'orner de fontaines et de jeux d'eau.
En 1612, le bureau de la Ville de Paris adjuge à Jean Coingt la construction de l'aqueduc. Les travaux de terrassement du carré des eaux commencent dès le début de l'année suivante et, le 17 juillet 1613, le jeune Louis XIII pose solennellement la première pierre du grand regard de Rungis. À la mort de Jean Coingt en 1614, le chantier est repris par son gendre Jean Gobelain (ou Gobelin).
L'aqueduc est mis en eau le 19 mai 1623 jusqu'à la Maison du Fontainier, il faudra cependant attendre encore 5 ans pour qu'il irrigue les fontaines publiques de Paris.

## Description

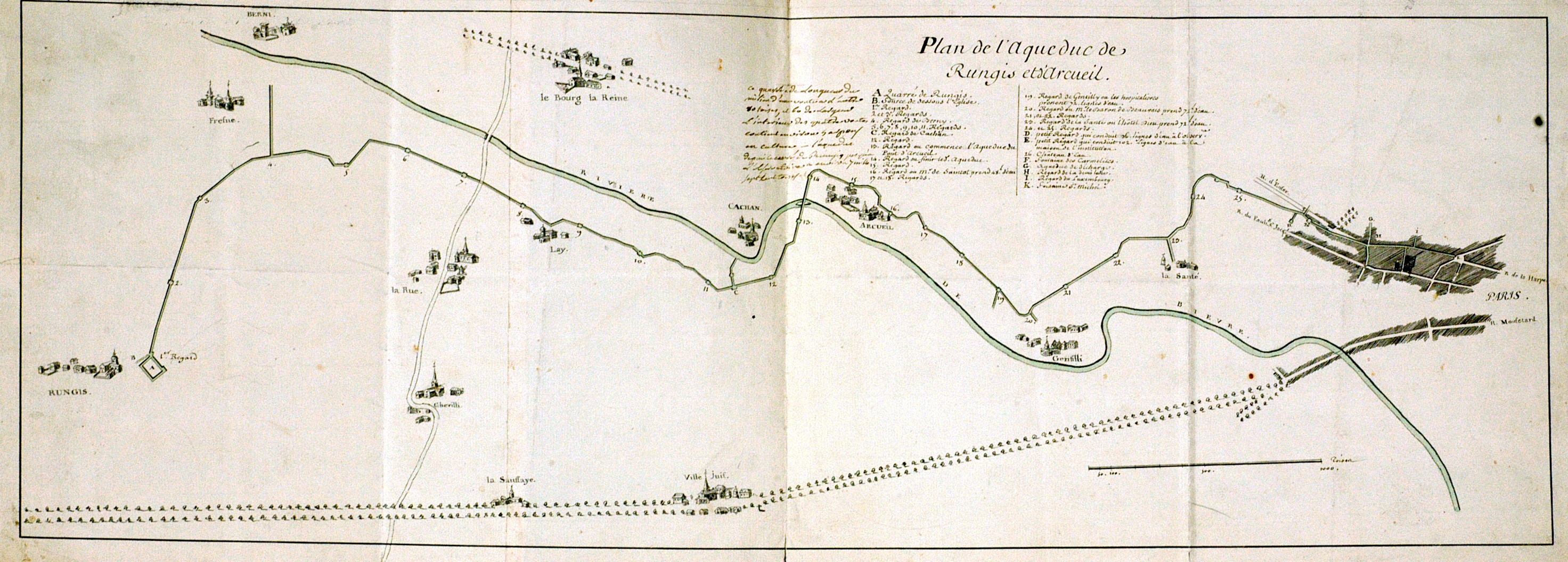
Plan de l'aqueduc Médicis à la fin du XVIIe siècle.

### Tracé

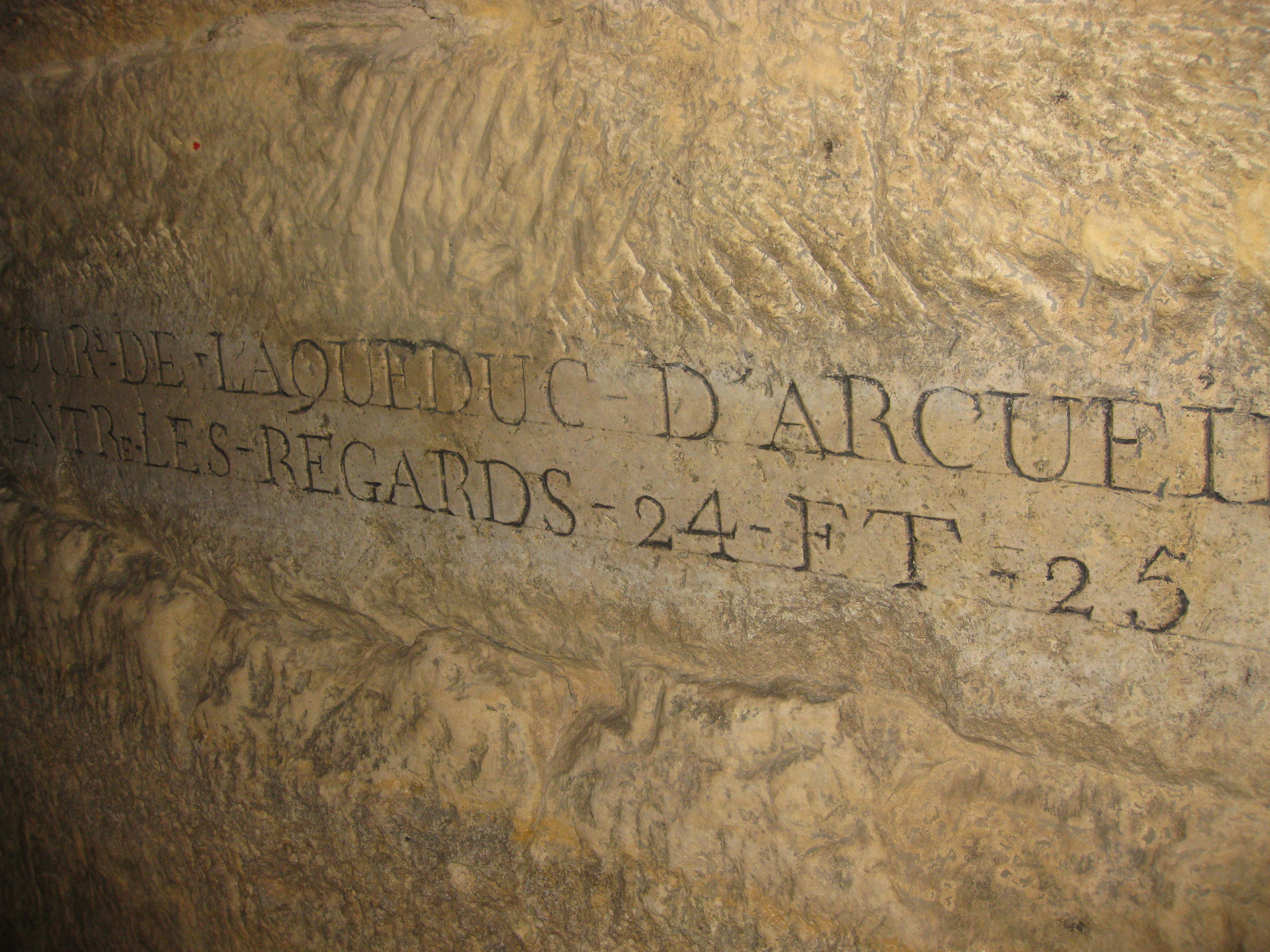
Plaque dans une galerie des carrières souterraines à l'aplomb du « cours de l'aqueduc d'Arcueil entre les regards 24 et 25 ».

Jusqu'au XIXe siècle, l'aqueduc était long de 12 936 mètres, entre le carré des eaux de Rungis sous  le regard de Louis-XIII ou regard no 1  de Rungis  et le château d'eau de l'Observatoire à Paris (regard no 27). Il traversait successivement les communes de Fresnes, L'Haÿ-les-Roses, Cachan, Arcueil, Gentilly (toutes situées dans le Val-de-Marne) puis les 14e et 6e arrondissements de Paris. Sur une partie de son tracé, il suit en surplomb la vallée de la Bièvre, d'abord sur sa rive droite puis, à partir d'Arcueil, sur sa rive gauche. Il suit un parcours proche de celui de l'aqueduc de Lutèce construit 1500 ans plus tôt, lequel se trouvait à une altitude légèrement inférieure et dont le point de départ, bassin collecteur, était situé 1 kilomètre au sud du carré des eaux de Rungis.

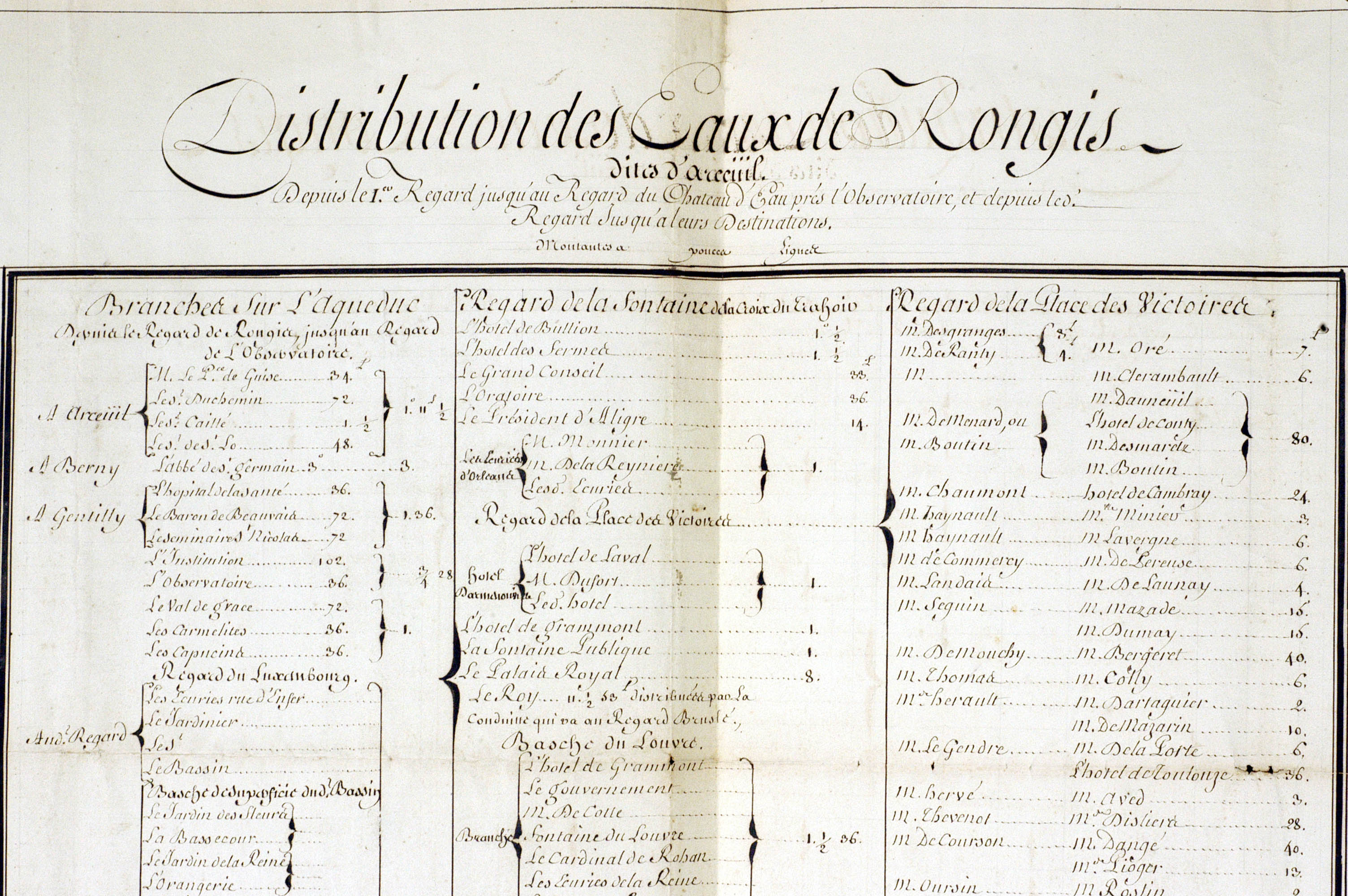
Liste de distribution des Eaux de Rungis.

Sous le Second Empire, la partie parisienne de l'aqueduc est déclassée : à partir du boulevard Jourdan, les eaux sont dirigées directement sous la rue de la Glacière vers les réservoirs du Panthéon, construits en 1843 sur la montagne Sainte-Geneviève. Depuis la suppression de ceux-ci, en 1904, elles sont déversées dans le lac du parc Montsouris. L'aqueduc ne mesure donc maintenant plus que 10 420 mètres.
Contrairement aux aqueducs construits à partir du Second Empire, le tracé de l'aqueduc n'est pas matérialisé en surface, la Ville de Paris n'étant pas propriétaire du sol traversé. Il traverse en souterrain les propriétés privées, qui sont soumises à une zone de servitude s'étendant à 30 mètres de part et d'autre de celui-ci : les constructions et plantations y sont soumises à autorisation, et les fosses septiques, cuves à mazout, dépôts de produits toxiques et de fumier strictement prohibés.

### La galerie souterraine
L'eau circule dans une galerie d'environ 1 mètre de large et 1,75 mètre de hauteur, formée d'une voûte en plein cintre reposant sur deux murs en meulière et caillasse liées par du mortier, avec chaînages de pierres de taille régulièrement espacés. Le sol constitué de deux banquettes séparées par une cunette de section carrée d'environ 40 centimètres de côté. Le tout est situé à quelques mètres en dessous du niveau du sol (maximum 15 mètres, entre Rungis et Fresnes). Il est possible de marcher à pied sec sur toute sa longueur. L'eau ne coule librement dans la galerie que jusqu'au regard no 10 (à Cachan). Au-delà, elle circule dans une conduite en fonte installée lors du raccordement de l'aqueduc aux réservoirs du Panthéon, dont l'altitude ne permettait plus un simple écoulement gravitaire. La pente moyenne de l'aqueduc est de 1,4 m pour 1 000 m.
La galerie n'a jamais été reconstruite, sauf ponctuellement : une courte section à Cachan par suite d'un glissement de terrain au début du XIXe siècle, deux siphons au niveau des tranchées des autoroutes A86 à Fresnes et A6 à Arcueil (respectivement en 1990 et 1960), et une déviation au début des années 2000 contournant le parc Médicis à l'est de Fresnes. À Paris, l'ancienne galerie déclassée a été coupée en plusieurs endroits, notamment lors du percement de l'avenue Reille, de la rue d'Alésia et de l'avenue René-Coty. Certains tronçons ont été cédés à des riverains et transformés en caves, voire en abris anti-aériens.

### Les regards

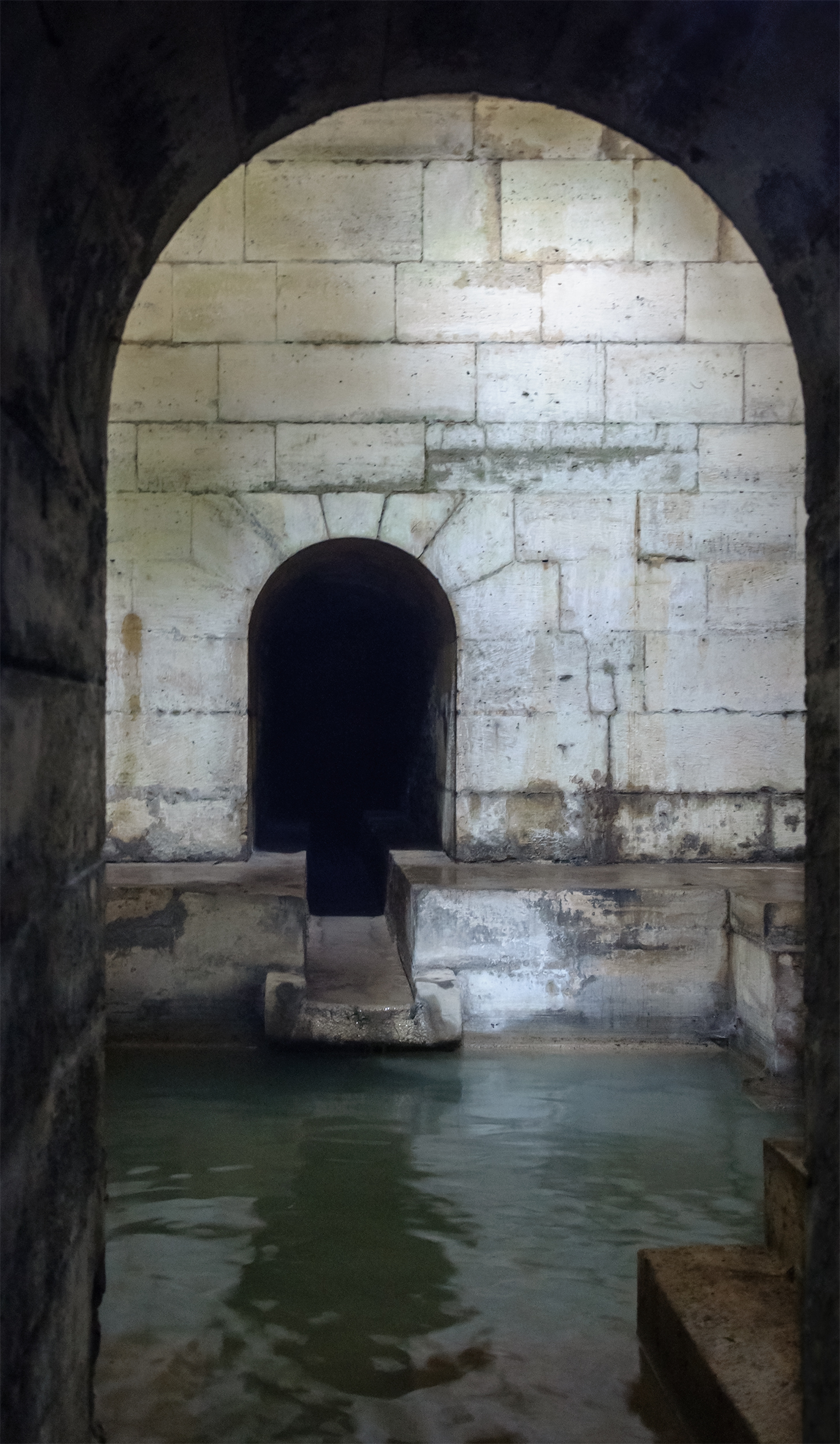
Arrivée des sources dans le regard no 1 à Rungis.

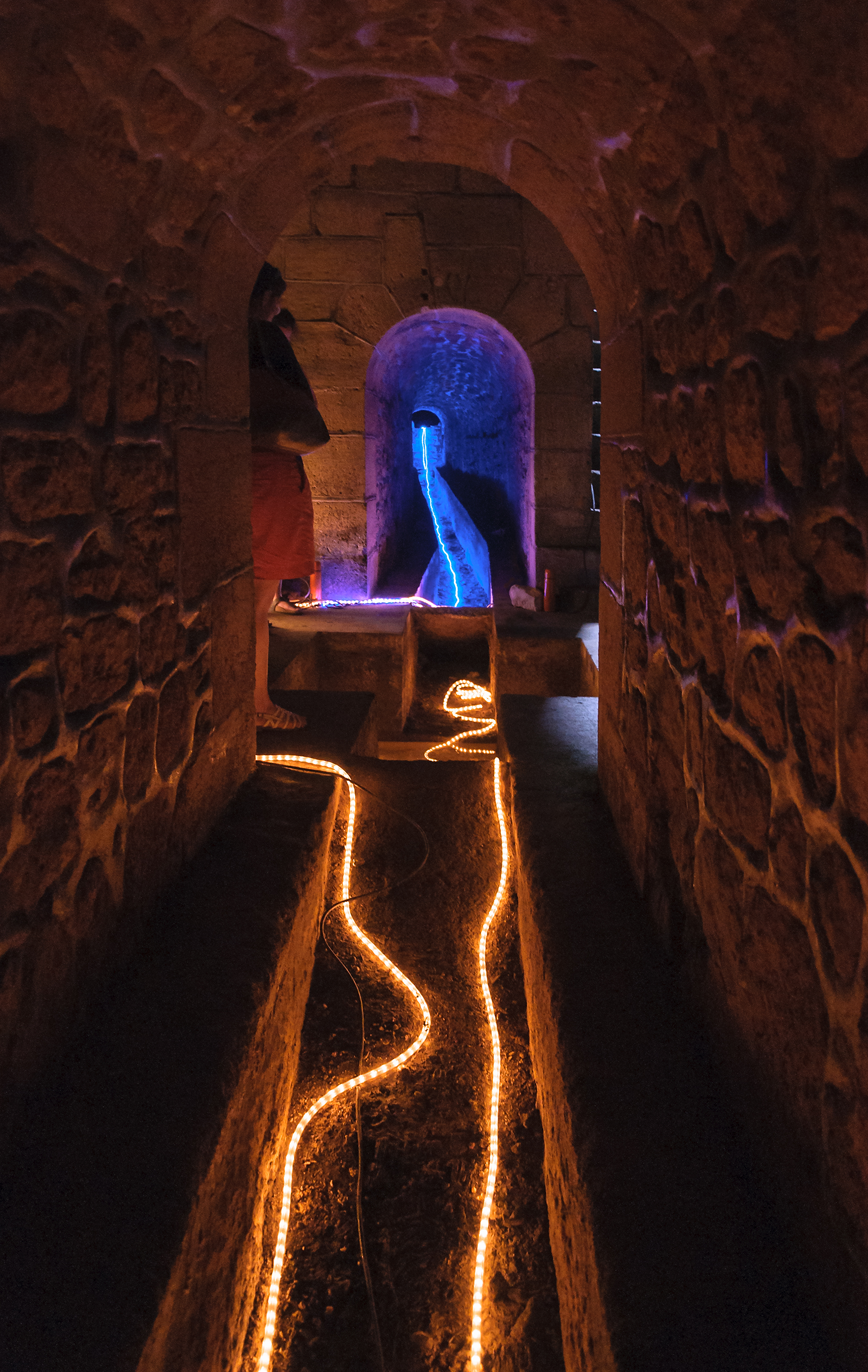
Vue de l'intérieur du regard no 25, dit regard de Saux. Les guirlandes lumineuses représentent la circulation de l'eau.

Les regards jalonnent en surface le parcours de l'aqueduc. Ce sont des édicules qui permettent un accès réservé à la galerie souterraine, via un escalier. À leur niveau, l'eau passe par un bassin dont la finalité est de favoriser l'oxygénation de l'eau et le dépôt des impuretés. Quelques-uns, autrefois édifiés en plein champ, se sont retrouvés enclos dans des propriétés privées ; la plupart se trouvent cependant sur la voie publique. Ils sont complétés à intervalles beaucoup plus rapprochés par 258 trappes de visite.
La partie encore en service de l'aqueduc compte 21 regards. Seuls les no 16 (à Arcueil) et no 21 (au niveau de la Cité universitaire) n'existent plus en surface. Les plus importants, les no 1 à Rungis (dit « regard Louis XIII »), no 3 à Fresnes et no 13 à Arcueil sont classés au titre des monuments historiques.
L'ancienne partie parisienne comptait quant à elle 6 regards. Il faut citer en premier lieu le château d'eau de l'Observatoire (no 27), aujourd'hui connu sous le nom de « pavillon ou Maison du Fontainier » (avenue de l'Observatoire, dans le 14e arrondissement). Ce bâtiment avait une double fonction : en surface, le logement du fontainier du roi (responsable entre autres de l'aqueduc), en sous-sol la répartition des eaux entre les trois bénéficiaires : le roi, la ville, les communautés religieuses. L'entrepreneur se rémunérait en vendant des concessions, c'est-à-dire des fractions de débit, à des institutions ou des particuliers fortunés, aussi bien à Paris qu'au voisinage de l'aqueduc en banlieue. Le château d'eau fut complété par un réservoir souterrain construit en 1845 par les ingénieurs Lefort et Mary. Remise par le Service des Eaux à la disposition de la municipalité en 1866, elle fut occupée par le couvent du Bon-Pasteur. Classés monument historique en 1994, les sous-sols, accessibles au public sous condition, ont été restaurés en partie par les bénévoles de l'association pour la Sauvegarde et la Mise en valeur du Paris historique.
Des autres regards parisiens, il ne subsiste que les numéros 25 (dans l'enceinte de l'hôpital La Rochefoucauld, visible depuis l'avenue René-Coty, dont l'architecture est inspirée du mausolée de Cyrus à Pasargades,) et 26 (dans les jardins de l'Observatoire). Le no 23, recouvert de remblais lors de la construction des ateliers du chemin de fer de Sceaux, fut dégagé en 1996 par les travaux de la ZAC Alésia-Montsouris, puis démoli et remplacé par une copie du no 25.
Le tableau suivant recense les regards :
| #    | Regard                         | Commune         | Adresse                                                             | Altitude (m) | Notes               | Coordonnées                      | Photo |
| ---- | ------------------------------ | --------------- | ------------------------------------------------------------------- | ------------ | ------------------- | -------------------------------- | ----- |
|      | Regard de la Pirouette         | Rungis          | Place du Général-de-Gaulle                                          |              | Aqueduc de Paray    | 48° 44′ 58″ nord, 2° 20′ 59″ est |       |
|      | Regard des Sources             | Rungis          | Petite Voie des Fontaines                                           |              | Carré des Eaux      | 48° 45′ 07″ nord, 2° 21′ 06″ est |       |
| +01, | Regard Louis-XIII              | Rungis          | 1 rue du Belvédère, passage des Ecoliers                            | +74,94       |                     | 48° 45′ 03″ nord, 2° 21′ 01″ est |       |
| +02, | Regard no 2                    | Rungis          | Promenade de l'Aqueduc, promenade du Château                        | +74,77       |                     | 48° 45′ 07″ nord, 2° 20′ 33″ est |       |
| +03, | Regard de la Loge              | Fresnes         | Avenue du Parc Médicis, voie des Otages                             | +74,35       |                     | 48° 45′ 13″ nord, 2° 20′ 00″ est |       |
| +04, | Regard no 4                    | Fresnes         | Rue du Regard, rue des Groux                                        | +74,3        |                     | 48° 45′ 33″ nord, 2° 19′ 40″ est |       |
| +05, | Regard no 5                    | Fresnes         | 4 allée des Renardeaux                                              | +74,18       |                     | 48° 45′ 53″ nord, 2° 19′ 42″ est |       |
| +06, | Regard no 6                    | L'Haÿ-les-Roses | 22 bis rue Thuret                                                   | +73,92       |                     | 48° 46′ 09″ nord, 2° 19′ 36″ est |       |
| +07, | Regard no 7                    | L'Haÿ-les-Roses | 34 rue de Chalais                                                   | +73,77       |                     | 48° 46′ 25″ nord, 2° 19′ 48″ est |       |
| +08, | Regard no 8                    | L'Haÿ-les-Roses | 2 avenue Larroumès                                                  | +73,17       |                     | 48° 46′ 40″ nord, 2° 19′ 59″ est |       |
| +09, | Regard no 9                    | L'Haÿ-les-Roses | 46 avenue Aristide-Briand                                           | +72,08       |                     | 48° 46′ 56″ nord, 2° 20′ 04″ est |       |
| +10, | Regard no 10                   | Cachan          | Rue des Saussaies, avenue Léon-Blum                                 | +70,99       |                     | 48° 47′ 12″ nord, 2° 20′ 15″ est |       |
| +11, | Regard no 11                   | Cachan          | Rue de la Pléiade, sentier des Garennes                             | +70,15       |                     | 48° 47′ 31″ nord, 2° 20′ 27″ est |       |
| +12, | Regard no 12                   | Cachan          | Rue du Coteau, 2 impasse des Garennes                               | +69,49       |                     | 48° 47′ 48″ nord, 2° 20′ 25″ est |       |
| +13, | Regard no 13                   | Arcueil         | Sous le pont-aqueduc                                                | +61,2        |                     | 48° 47′ 56″ nord, 2° 20′ 05″ est |       |
| +14, | Regard no 14                   | Arcueil         | Sous le pont-aqueduc                                                | +60,6        |                     | 48° 48′ 00″ nord, 2° 19′ 48″ est |       |
| +15, | Regard no 15                   | Arcueil         | Parc Paul-Vaillant-Couturier                                        | +60,43       |                     | 48° 48′ 10″ nord, 2° 19′ 51″ est |       |
| +16, | Regard no 16                   | Arcueil         | Rue d'Estienne-d'Orves                                              | +60,29       | Détruit             | 48° 48′ 19″ nord, 2° 20′ 02″ est |       |
| +17, | Regard no 17                   | Arcueil         | 12 ter villa Gustave-Édouard                                        | +60,12       |                     | 48° 48′ 29″ nord, 2° 20′ 09″ est |       |
| +18, | Regard no 18                   | Arcueil         | Rue de Stalingrad, rue Émile-Bougard                                | +59,75       |                     | 48° 48′ 39″ nord, 2° 20′ 20″ est |       |
| +19, | Regard no 19                   | Gentilly        | Face au 16 rue du Souvenir                                          | +59,61       |                     | 48° 48′ 48″ nord, 2° 20′ 34″ est |       |
| +20, | Regard de Gentilly             | Gentilly        | Rue de Freiberg                                                     | +59,49       |                     | 48° 48′ 56″ nord, 2° 20′ 44″ est |       |
| +21, | Regard no 21                   | Paris           | Cité universitaire                                                  | +59,35       | Détruit             | 48° 49′ 07″ nord, 2° 20′ 33″ est |       |
| +22, | Regard no 22                   | Paris           | Parc Montsouris                                                     | +59,24       | Détruit             | 48° 49′ 21″ nord, 2° 20′ 21″ est |       |
| +23, | Regard de la ferme de la Santé | Paris           | Rue de l'Empereur-Valentinien                                       | +58,86       |                     | 48° 49′ 35″ nord, 2° 20′ 15″ est |       |
| +24, | Regard no 24                   | Paris           | 77 rue de la Tombe-Issoire                                          | +58,57       | Détruit             | 48° 49′ 41″ nord, 2° 19′ 59″ est |       |
| +25, | Regard de Saux                 | Paris           | Hôpital La Rochefoucauld                                            | +58,08       |                     | 48° 49′ 55″ nord, 2° 19′ 59″ est |       |
| +26, | Regard no 26                   | Paris           | Jardin de l'Observatoire de Paris 75 et 77 avenue de l'Observatoire | +57,85       | inscrit depuis 1982 | 48° 50′ 10″ nord, 2° 20′ 08″ est |       |
| +27, | Maison du Fontainier           | Paris           | 42 et 44 avenue de l'Observatoire                                   | +57,72       | classé depuis 1994  | 48° 50′ 14″ nord, 2° 20′ 10″ est |       |

### Les fontaines

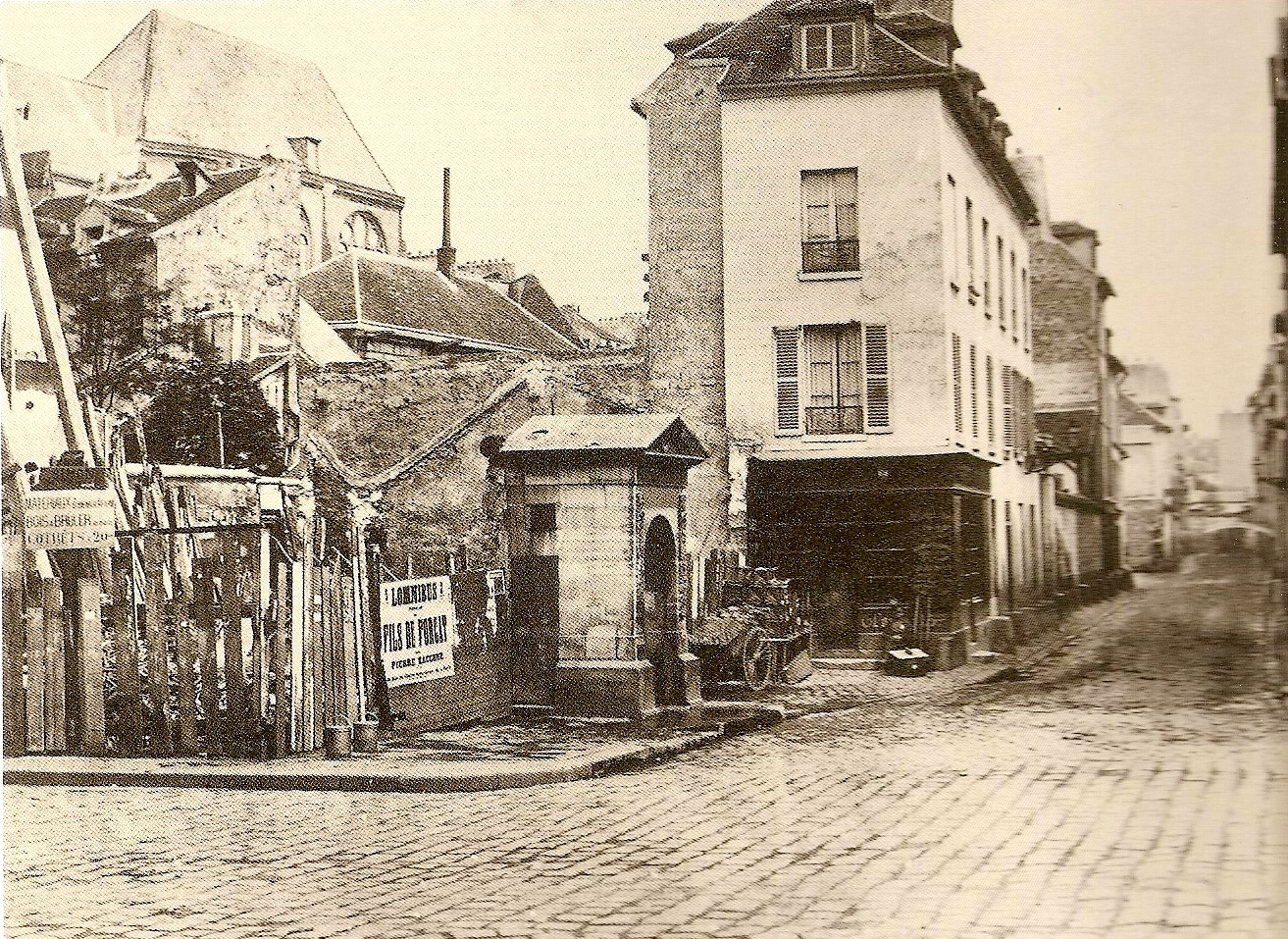
La fontaine Censier, disparue de nos jours (photographie de Charles Marville, 1865).

Le débit de l'aqueduc fut réparti en deux parts, une de 18 pouces d'eaupour le palais et les jardins du Luxembourg et l'autre de 12 pouces pour les besoins populaires.
Quatorze fontaines publiques ou privées sont construites pour distribuer l'eau, parmi lesquelles :
- la fontaine des Carmélites ;
- la fontaine du Pot-de-Fer au 60 rue Mouffetard ;
- la fontaine Censier, rue Censier ;
- la fontaine Saint-Magloire, rue du Faubourg-Saint-Jacques ;
- la fontaine du collège de Navarre ;
- la fontaine Sainte-Geneviève, rue de la Montagne-Sainte-Geneviève ;
- la fontaine Saint-Côme, rue des Cordeliers (aujourd'hui rue de l'École-de-Médecine).

Un conduit, dont Louis XIII posa la première pierre le 28 juin 1624, traversait même la Seine par le pont Notre-Dame, amenant l'eau à une fontaine sur la place de Grève.

### Le pont-aqueduc d'Arcueil-Cachan

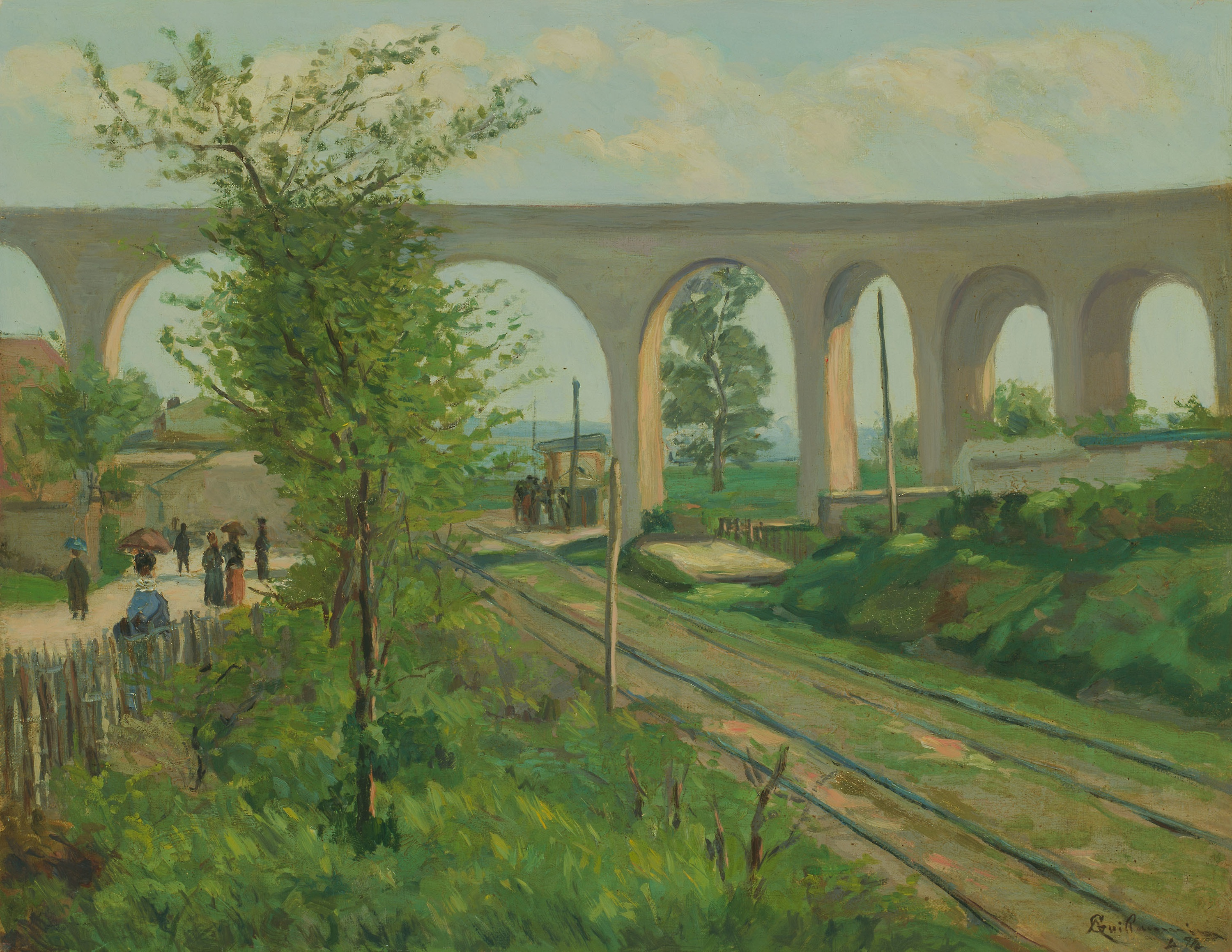
L'Aqueduc d'Arcueil au passage à niveau de Sceaux,
Armand Guillaumin, 1869-1879,
Art Institute of Chicago.

C'est le seul ouvrage d'art de surface que compte l'aqueduc Médicis. Il lui permet de franchir la vallée de la Bièvre à un endroit où elle se resserre. Suivant grossièrement la limite des communes d'Arcueil et de Cachan, il occupe à peu de chose près l'emplacement du pont de l'aqueduc de Lutèce, construit à l'époque gallo-romaine, et dont il ne reste aujourd'hui que quelques ruines enserrées dans le château des Arcs. Ce sera aussi le site choisi à la fin des années 1860 pour le passage de l'aqueduc de la Vanne, dont les piles s'enracinent à son sommet. 
Long de 379 mètres, d'une hauteur maximale de 18,86 mètres, c'est l'œuvre de Thomas Francine et de Louis Métezeau. Il se divise en trois parties : deux massifs en maçonnerie encadrant la partie centrale constituée de dix-huit travées, dont neuf sont ouvertes d'une arcade en plein cintre. Le pont est limité à l'est par le regard no 13 et à l'ouest par le regard no 14. Il domine le cimetière de Cachan.
Il est classé au titre des monuments historiques.

Le pont-aqueduc Belgrand entre Arcueil et Cachan, où l'aqueduc Médicis est visible au centre, sous l'aqueduc de la Vanne plus récent.

## Sources captées
L'aqueduc fut initialement construit pour recueillir les eaux qui affleurent à faible profondeur immédiatement au nord du village de Rungis. Pour cela est aménagé le carré des eaux de Rungis, qui consiste en une galerie collectrice en forme de quadrilatère, où l'eau est introduite par des barbacanes. Ce  bassin ne captait cependant qu'environ 40 ̤% des eaux de l'ancien aqueduc de Lutèce dont le bassin collecteur, le carré des eaux de Wissous situé au nord-est de l'actuel territoire de cette commune recevait des eaux de sources plus éloignées, notamment celle de Chilly-Mazarin. C'est à l'angle ouest de ce carré se trouve le regard no 1, qui marque le point de départ de l'aqueduc. Par ailleurs, les multitudes de sources (permanentes ou saisonnières) rencontrées sur les coteaux tout au long du parcours sont elles aussi collectées.
À sa mise en service, le débit de l'aqueduc est de 1 280 m3 jour−1. Très vite, il s'avère nécessaire d'augmenter ce chiffre et d'autres sources sont raccordées :
- au début des années 1650, la Pirouette et le Maillet, prises au cœur même de Rungis ;
- en 1670, la Fontaine Pesée (ou Fontaine Couverte), à Cachan ;
- en 1782, les eaux de la plaine sud, vers Wissous et Morangis.

Vers 1870, la construction de l'aqueduc de la Vanne nécessite le drainage de son parcours, au niveau de Paray et de Chevilly-Larue ; c'est de cette époque que date le regard des Sources, au coin nord du carré des eaux. Le drainage de la plaine de Paray est systématisé en 1967 dans le cadre des travaux d'extension de l'aéroport d'Orly.
Aujourd'hui, du fait du bouleversement du sous-sol induit par l'urbanisation (en particulier la construction du Marché d'intérêt national, des infrastructures routières et de l'aéroport), la plupart des sources de Rungis, y compris le carré des eaux, sont taries. L'aqueduc n'est plus alimenté aujourd'hui que par les eaux de la plaine de Paray et des coteaux de la Bièvre.

## Qualité de l'eau
Les eaux de Rungis, aussi appelées « eaux d'Arcueil », puisées dans un environnement parfaitement rural et vierge de pollution, furent longtemps réputées pour leur limpidité, et ce encore en 1870. Elles étaient par ailleurs fortement calcaires.
Par la suite, l'urbanisation de plus en plus dense de la banlieue sud de Paris au XXe siècle l'a rendue tout à fait impropre à la consommation. Une analyse effectuée sur un prélèvement effectué à Montsouris en 1996 montre des concentrations de bactéries pathogènes, de nitrates, de sulfates et de fer trop élevées. 

## Iconographie
Le musée Carnavalet conserve de nombreux objets, dessins, photographies et maquettes représentant l'aqueduc Médicis. Le plus ancien est une médaille à l'effigie de Gaston de Grieu, prévôt des marchands de Paris de 1612 à 1614, datée de 1614, elle commémore le commencement des travaux de construction (ND 27).